# سام ماديسون
سام ماديسون (بالإنجليزية: Sam Madison)‏ هو لاعب كرة قدم أمريكية أمريكي، ولد في 23 أبريل 1974 في توماسفيل في الولايات المتحدة.

## وصلات خارجية
- سام ماديسون على موقع مرجع كرة القدم المحترفة.كوم (الإنجليزية)